# Niezatytułowany album Korn
Untitled – ósmy album zespołu Korn, wydany 31 lipca 2007 w Stanach Zjednoczonych przez Virgin Records. Standardowe wydanie zawiera 13 utworów, natomiast wydanie "deluxe" 14 ("Sing Sorrow" jako bonusowy utwór).
Na forach, sklepach internetowych i stronach fanów album jest przede wszystkim znany jako Untitled, określa się go również takimi tytułami jak: 8, Korn (nie mylić z debiutanckim albumem), Korn 2007 oraz żartobliwe nawiązania do poprzedniego albumu (See You on the Other Side)  On the Other Side  lub Welcome to the Other Side. Na etykietach i w sklepach internetowych najczęściej pojawia się nazwa New Album lub New Studio Album.
Płyta została określona jako bardziej nastrojowa, ciężka i progresywna. Jest to pierwszy album grupy bez udziału Davida Silverii. Zamiast niego partie perkusyjne nagrali Terry Bozzio, Brooks Wackerman oraz wokalista Jonathan Davis.

## Lista utworów
Opracowano na podstawie materiału źródłowego.
1. "Untitled" - 1:57
2. "Starting Over" - 4:02
3. "Bitch We Got A Problem" - 3:22
4. "Evolution" - 3:37
5. "Hold On" - 3:05
6. "Kiss" - 4:09
7. "Do What They Say" - 4:17
8. "Ever Be" - 4:48
9. "Love & Luxury" - 3:00
10. "Innocent Bystander" - 3:28
11. "Killing" - 3:36
12. "Hushabye" - 3:53
13. "I Will Protect You" - 5:29
14. "Sing Sorrow" (Tylko w Edycji Deluxe) – 4:33
15. "Overture or Obituary" (Tylko na iTunes) – 3:00
16. "Once Upon a Time" (Sing Sorrow alternatywny tekst) – 4:33

## Twórcy
Opracowano na podstawie materiału źródłowego.
| - Jonathan Davis - wokal prowadzący, gitara, dudy, perkusja (utwory 3, 6, 8, 12), produkcja muzyczna - James "Munky" Shaffer - gitara, mandolina, gitara hawajska, produkcja muzyczna - Reginald "Fieldy" Arvizu - gitara basowa, produkcja muzyczna - Brooks Wackerman - perkusja (utwory 4, 5, 10, 12) - Terry Bozzio - perkusja, instrumenty perkusyjne (utwory 2, 6, 7, 8, 11, 13, 14) - Zac Baird - instrumenty klawiszowe - Alan Moulder - miksowanie (utwory 2, 5, 6, 8, 9) - Terry Date - miksowanie (utwory 4, 7, 10, 11, 12, 13, 14) | - Atticus Ross - produkcja muzyczna, miksowanie (utwory 1, 3) - The Matrix - produkcja muzyczna (utwory 4, 5, 10, 12) - Stewart Whitmore - edycja - Doug Trantow - inżynieria dźwięku, miksowanie (utwory 1, 3) - Leo Ross - asystent producenta muzyczna - Frank Filipetti - realizacja, inżynieria dźwięku - Jim "Bud" Monti - realizacja, inżynieria dźwięku - Stephen Marcussen - mastering - Jeffrey Kwatinetz - producent wykonawczy |

## Pozycje na listach
| Lista                   | Kraj              | Pozycja |
| ----------------------- | ----------------- | ------- |
| OLiS                    | Polska            | 23      |
| Billboard 200           | Stany Zjednoczone | 2       |
| Sverigetopplistan       | Szwecja           | 17      |
| Ultratop 50             | Belgia            | 28      |
| MegaCharts              | Holandia          | 32      |
| Suomen virallinen lista | Finlandia         | 2       |
| SNEP                    | Francja           | 8       |
| Media Control Charts    | Niemcy            | 3       |
| FIMI                    | Włochy            | 46      |
| AMPROFON                | Meksyk            | 11      |
| RIANZ                   | Nowa Zelandia     | 3       |
| VG-lista                | Norwegia          | 24      |
| PROMUSICAE              | Hiszpania         | 55      |
| Schweizer Hitparade     | Szwajcaria        | 92      |
| UK Albums Chart         | Wielka Brytania   | 15      |
| Tracklisten             | Dania             | 20      |